# Френкель, Абрахам
Абраха́м Галеви́ (Адо́льф) Фре́нкель (ивр. אברהם הלוי (אדולף) פרנקל‎; нем. Abraham Halevi (Adolf) Fraenkel; 17 февраля 1891, Мюнхен — 15 октября 1965, Иерусалим) — израильский математик. Известен как один из авторов аксиоматической теории множеств Цермело — Френкеля. Первый декан математического факультета, а впоследствии ректор Еврейского университета в Иерусалиме, лауреат Премии Израиля в области точных наук.

## Биография
Родился в семье мюнхенского еврея, торговца шерстью. В 1909 году окончил городскую гимназию. Далее Френкель изучал математику в университетах Мюнхена, Берлина, Марбурга и Бреслау. В 1914 году Френкель закончил обучение с отличием и с началом войны был призван в армию, на французский фронт. В 1916 году, во время отпуска, он защитил докторскую диссертацию. По окончании войны читал лекции в Марбургском университете (профессор с 1922 года).
В 1919 году женился на Вильгельмине Принс (Wilhelmina Malka A. Prins).
После недолгого пребывания в университете Киля (1928) Френкель принял приглашение возглавить только что организованный математический факультет Еврейского университета в Иерусалиме и покинул Германию. Несколько лет он был ректором университета. После отставки (1956) Френкеля сменил его бывший студент Абрахам Робинсон. В последние годы Френкель читал лекции в Университете Бар-Илана, Рамат-Ган.

## Научная деятельность
Френкель получил известность своими работами по аксиоматической теории множеств. Ещё в Марбурге (1919) он опубликовал первую статью на эту тему (Einleitung in die Mengenlehre), затем последовали две статьи (1922, 1925), развивающие предложенную Цермело аксиоматику. В версии Френкеля аксиоматика теории множеств стала классической.
Другие работы Френкеля касаются в основном общей алгебры и различных аспектов оснований математики. Френкель также опубликовал ряд работ по истории математики и проблемам развития образования в Израиле. Награждён Премией Израиля, раздел точных наук (1956).

## Основные труды
- Einleitung in die Mengenlehre, Berlin 1919. Weitere erweiterte Auflagen: 1923, 1928.
- Zu den Grundlagen der Cantor-Zermeloschen Mengenlehre, 1921, in: Mathematische Annalen 86 (1922) S. 230-237 (Darin das Ersetzungsaxiom).
- Über den Begriff "definit" und die Unabhängigkeit des Auswahlaxioms, in: Sitz.Ber.Pruß.Akad.Wiss. (Math. Klasse (1922) 253-257.
- Zehn Vorlesungen über die Grundlegung der Mengenlehre, Leipzig 1927. Nachdruck: Wissenschaftliche Buchgesellschaft, Darmstadt, 1972.
- Abstract set theory. Amsterdam, 1953. 2-е издание: 1966.
- Lebenskreise. Aus den Erinnerungen eines jüdischen Mathematikers, Deutsche Verlags-Anstalt, 1967, Stuttgart.
- Fraenkel,  Yehoshua Bar-Hillel. Foundations of Set Theory, 1958. Переиздание: North Holland, 1973.

Частичная библиография работ А. Г. Френкеля (статьи и книги по состоянию на январь 1961 г.; статьи исторического и описательного характера, а также обзоры в ней опущены, за исключением некоторых):

Bar-Hillel, Y., Poznanski E. I. J., Rabin M. O., Robinson A. Bibliography of A. A. Fraenkel. In: Essays on the Foundations of Mathematics, Dedicated to A. A. Fraenkel on his Seventieth Anniversary, edited by Bar-Hillel et al., ix-x. Jerusalem: Magnes Press, 1961.

### В русском переводе
- Френкель А. А., Бар-Хиллел И. Основания теории множеств. — М.: Мир, 1966. — 555 с.